# Leynar
Leynar is een dorp dat behoort tot de gemeente Kvívíkar kommuna in het westen van het eiland Streymoy op de Faeröer. Leynar heeft 120 inwoners. De postcode is FO 335. Leynar is de geboorteplaats van de Faeröerse acteur Sverri Egholm (1930-2001). 